# Conaperta lineata
Conaperta lineata är en plattmaskart som först beskrevs av Robert Hibbs Peebles 1915.  Conaperta lineata ingår i släktet Conaperta och familjen Convolutidae. Inga underarter finns listade i Catalogue of Life.